# Jewgeni Michailowitsch Rylow
Jewgeni Michailowitsch Rylow (russisch Евгений Михайлович Рылов; * 23. September 1996 in Nowotroizk, Oblast Orenburg) ist ein russischer Schwimmer. Er ist spezialisiert auf die Schwimmlage Rücken. In dieser wurde er bei den Olympischen Spielen 2020 Olympiasieger über 100 m und 200 m.

## Erfolge
Bei den Olympischen Jugend-Sommerspielen 2014 im chinesischen Nanjing holte er drei Goldmedaillen: über 50 und 100 Meter Rücken und mit der russischen 4-mal-100-Meter-Lagenstaffel; dazu kam noch eine Silbermedaille über 200 Meter Rücken.
Seinen bis dahin größten Erfolg errang Rylow 2015 bei den Weltmeisterschaften in Kasan im eigenen Land: Über 200 m Rücken holte er in 1:54,60 min die Bronzemedaille hinter dem Polen Radosław Kawęcki (1:54,55 min) und dem Australier Mitch Larkin (1:53,59 min). Über 100 m wurde er Siebter in 53,23 s. 2016 gewann er bei den Olympischen Spielen in Rio de Janeiro über 200 m Rücken die Bronzemedaille.
Bei den beiden folgenden Weltmeisterschaften 2017 in Budapest und 2019 in Gwangju gewann er jeweils den Titel über 200 Meter Rücken, in Gwangju dazu noch die Silbermedaille über die beiden anderen Rückenstrecken.
Bei den 2021 ausgetragenen Olympischen Spielen 2020 in Tokio wurde Rylow sowohl über 100 m Rücken als auch über 200 m Rücken Olympiasieger. Mit der 4 × 200-m-Freistilstaffel sicherte er sich die Silbermedaille.

## Kontroverse
Nach dem Überfall Russlands auf die Ukraine 2022 nahm Rylow an einer vom Kreml organisierten Propagandashow am Jahrestag der Krim-Annexion teil. Rylow trat mit einer Jacke mit dem Militär- und Propagandazeichen „Z“ auf die Bühne, das zu einem Symbol der Unterstützung russischer Truppen in der Ukraine avancierte. Sein Sponsor, der Schwimmartikelhersteller Speedo, beendete das Sponsoring mit sofortiger Wirkung. Am 20. April 2022 verhängte die FINA eine neunmonatige Sperre gegen Rylow.